# Berend Krechting

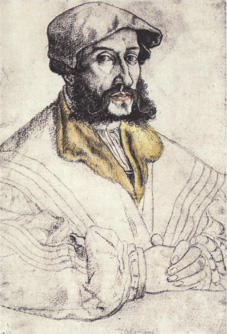
Gravure: Berend Krechting

Berend Krechting (Duits: Bernd of Bernhard Krechting), was  een van de leiders van het Rijk der Wederdopers (1534 en 1535) te Münster.
Ber(e)nd Krechting werd voor het jaar 1500 in Schöppingen in het Münsterland geboren, hij overleed door beulshanden op 22 januari 1536 in Münster.

## Levensloop
Krechting was de zoon van de stadsklerk en kerkmuziekschrijver Engelbert Krechting uit Schöppingen. Evenals zijn vijf broers bezocht hij goede scholen en werd geestelijke. Aan het hof van de graaf van Bentheim werd Krechting huisonderwijzer. In het dorp Gildehaus, ten westen van het stadje Bentheim werd hij pastoor of kapelaan. Toen hij daar doperse, dus niet-katholieke, leerstellingen ging prediken, werd hij ontslagen. Met velen, die hij had overtuigd trok hij naar de stad Münster, het "Nieuwe Jeruzalem". Zie: Anabaptistische opstand in Münster.  Daar werd hij een van de predikanten der wederdopers. In de hiërarchie van "profeet" en "koning"  Jan van Leiden had hij de rang van raadsheer. Bekender was en is zijn broer Heinrich Krechting, de "kanselier" van het Rijk der Wederdopers. Heinrich ontsnapte, toen de troepen van het prinsbisdom Münster hun residentiestad heroverden en aan het Wederdopersrijk een einde maakten,  aan de gevangenneming, terwijl Beernd Krechting, misschien als plaatsvervanger van zijn broer, een gruwelijke dood stierf. Op 22 januari 1536 werd hij samen met Jan van Leiden en Berend Knipperdolling op de Prinzipalmarkt in Münster doodgemarteld. Hun lijken werden in drie ijzeren kooien gestopt en aan de toren van de Sint-Lambertuskerk opgehangen. De drie kooien hangen daar tot op de huidige dag.